# Cindy Noble
Cindy Jo Noble (nacida el 14 de noviembre de 1958 en Clarksburg, Ohio) es una exjugadora de baloncesto estadounidense. Consiguió dos medallas con Estados Unidos, entre mundiales y Juegos. 